# Halowe Mistrzostwa Europy w Lekkoatletyce 1976 – bieg na 60 m mężczyzn
Bieg na 60 metrów mężczyzn – jedna z konkurencji biegowych rozgrywanych podczas halowych lekkoatletycznych mistrzostw Europy w  Olympiahalle w Monachium. Eliminacje, półfinały i bieg finałowy zostały rozegrane 21 lutego 1976. Zwyciężył reprezentant Związku Radzieckiego Wałerij Borzow, który tym samym obronił tytuł zdobyty na poprzednich mistrzostwach. Borzow wyrównał w finale swój własny nieoficjalny rekord świata rezultatem 6,58 s.

## Rezultaty

### Eliminacje
Rozegrano 4 biegi eliminacyjne, do których przystąpiło 18 biegaczy. Awans do półfinału dawało zajęcie jednego z pierwszych trzech miejsc w swoim biegu (Q).
Opracowano na podstawie materiału źródłowego.
Bieg 1
| Miejsce | Zawodnik                | Czas | Uwagi |
| ------- | ----------------------- | ---- | ----- |
| 1       | Nikołaj Kolesnikow      | 6,74 | Q     |
| 2       | Petyr Petrow            | 6,78 | Q     |
| 3       | Wasilis Papajeorgopulos | 6,80 | Q     |
| 4       | Josep Carbonell         | 6,83 |       |

Bieg 2
| Miejsce | Zawodnik             | Czas | Uwagi |
| ------- | -------------------- | ---- | ----- |
| 1       | Luis Sarría          | 6,83 | Q     |
| 2       | Zenon Nowosz         | 6,83 | Q     |
| 3       | Claudiu Susulescu    | 6,89 | Q     |
| 4       | Karlheinz Weisenseel | 6,90 |       |
| 5       | Jean-Claude Amoureux | 6,92 |       |

Bieg 3
| Miejsce | Zawodnik             | Czas | Uwagi |
| ------- | -------------------- | ---- | ----- |
| 1       | Aleksandr Kornieluk  | 6,77 | Q     |
| 2       | Andrzej Świerczyński | 6,83 | Q     |
| 3       | Bernard Petitbois    | 6,84 | Q     |
| 4       | László Lukács        | 6,88 |       |
| 5       | Gernot Massing       | 7,01 |       |

Bieg 4
| Miejsce | Zawodnik        | Czas | Uwagi |
| ------- | --------------- | ---- | ----- |
| 1       | Wałerij Borzow  | 6,88 | Q     |
| 2       | Ján Chebeň      | 6,90 | Q     |
| 3       | Markku Perttula | 6,98 | Q     |
| 4       | Serafim Liapis  | 6,99 |       |

### Półfinały
Rozegrano 2 biegi półfinałowe, w których wystartowało 12 biegaczy. Awans do finału dawało zajęcie jednego z trzech pierwszych miejsc w swoim biegu (Q).
Opracowano na podstawie materiału źródłowego.
Bieg 1
| Miejsce | Zawodnik                | Czas | Uwagi |
| ------- | ----------------------- | ---- | ----- |
| 1       | Wasilis Papajeorgopulos | 6,74 | Q     |
| 2       | Nikołaj Kolesnikow      | 6,75 | Q     |
| 3       | Zenon Nowosz            | 6,79 | Q     |
| 4       | Claudiu Susulescu       | 6,84 |       |
| 5       | Bernard Petitbois       | 6,86 |       |
| 6       | Ján Chebeň              | 6,87 |       |

Bieg 2
| Miejsce | Zawodnik             | Czas | Uwagi |
| ------- | -------------------- | ---- | ----- |
| 1       | Aleksandr Kornieluk  | 6,69 | Q     |
| 2       | Petyr Petrow         | 6,71 | Q     |
| 3       | Wałerij Borzow       | 6,72 | Q     |
| 4       | Luis Sarría          | 6,78 |       |
| 5       | Andrzej Świerczyński | 6,79 |       |
| 6       | Markku Perttula      | 6,94 |       |

### Finał
Opracowano na podstawie materiału źródłowego.
| Miejsce | Zawodnik                | Czas | Uwagi |
| ------- | ----------------------- | ---- | ----- |
| 1       | Wałerij Borzow          | 6,58 | =     |
| 2       | Wasilis Papajeorgopulos | 6,67 |       |
| 3       | Petyr Petrow            | 6,68 |       |
| 4       | Nikołaj Kolesnikow      | 6,70 |       |
| 5       | Aleksandr Kornieluk     | 6,71 |       |
| 6       | Zenon Nowosz            | 6,79 |       |